# Жил (футболіст)
Карлос Жілберту Насіменту Сілва (порт. Carlos Gilberto Nascimento Silva, нар. 12 червня 1987, Кампус-дус-Гойтаказіс), відомий як Жил — бразильський футболіст, захисник клубу «Сантус».
Виступав, зокрема, за клуби «Крузейру» та «Валансьєнн», а також національну збірну Бразилії.
Переможець Ліги Пауліста та Рекопи Південної Америки.

## Клубна кар'єра
Народився 12 червня 1987 року в місті Кампус-дус-Гойтаказіс. Вихованець юнацьких команд футбольних клубів «Атлетіко Гояніенсе та «Американо».
У професійному футболі дебютував 2005 року потрапивши до клубу «Американо», в якому провів три сезони, щоправда в основному складі не зіграв жодного матчу чемпіонату.
Згодом з 2008 по 2009 рік грав у складі «Атлетіко Гояніенсе».
2009 року став гравцем клубу «Апаресіда», однак відразу ж був відданий в оренду до «Крузейру». Відіграв за команду з Белу-Оризонті наступні два сезони своєї ігрової кар'єри. Більшість часу, проведеного у складі «Крузейру», був основним гравцем захисту команди.
Протягом 2011—2013 років захищав кольори команди французького клубу «Валансьєнн».
2013 року уклав контракт з клубом «Корінтіанс», у складі якого провів наступні три роки своєї кар'єри гравця. Граючи у складі «Корінтіанс» також здебільшого виходив на поле в основному складі команди.
До складу клубу «Шаньдун Лунен» приєднався 2016 року. Відіграв за команду з Цзінаня 101 матч в національному чемпіонаті.
3 липня 2019 року повернувся до складу «Корінтіанса». Цього разу відіграв за команду чотири сезони та 206 матчів у національному чемпіонаті.
27 грудня 2023 року Карлос підписав однорічну угоду з клубом «Сантус», кольори якого наразі і захищає.

## Виступи за збірну
2014 року дебютував в офіційних матчах у складі національної збірної Бразилії. Провів у формі головної команди країни 11 матчів.
У складі збірної був учасником розіграшу Кубка Америки 2016 року в США.

## Титули і досягнення
- Переможець Ліги Пауліста (1):

«Корінтіанс»:  Пауліста 2013
- Переможець Рекопи Південної Америки (1):

«Корінтіанс»:  2013
- Чемпіон Бразилії (1):

«Корінтіанс»:  2015
- Переможець Суперкласіко де лас Амерікас (1):

Бразилія: 2014